# El Torno (Jerez de la Frontera)
El Torno es una localidad pedánea y EATIM, perteneciente al municipio de Jerez de la Frontera, en la comunidad autónoma de Andalucía, España. Se encuentra situado a unos 20 kilómetros al este del centro de Jerez y a 44 km de Cádiz. El término pedáneo tiene 1233 habitantes.
Situada en el centro de un grupo de pedanías al este de Jerez, entre Torrecera, la Barca de la Florida y San Isidro del Guadalete. Todas ellas emplazadas en localizaciones en los alrededores del río Guadalete creadas en las décadas de 1940 y 1950 mediante colonización. Rodeada de campos de cultivos su sector de actividad principal es el cultivo de algodón, patatas y maíz.

## Historia

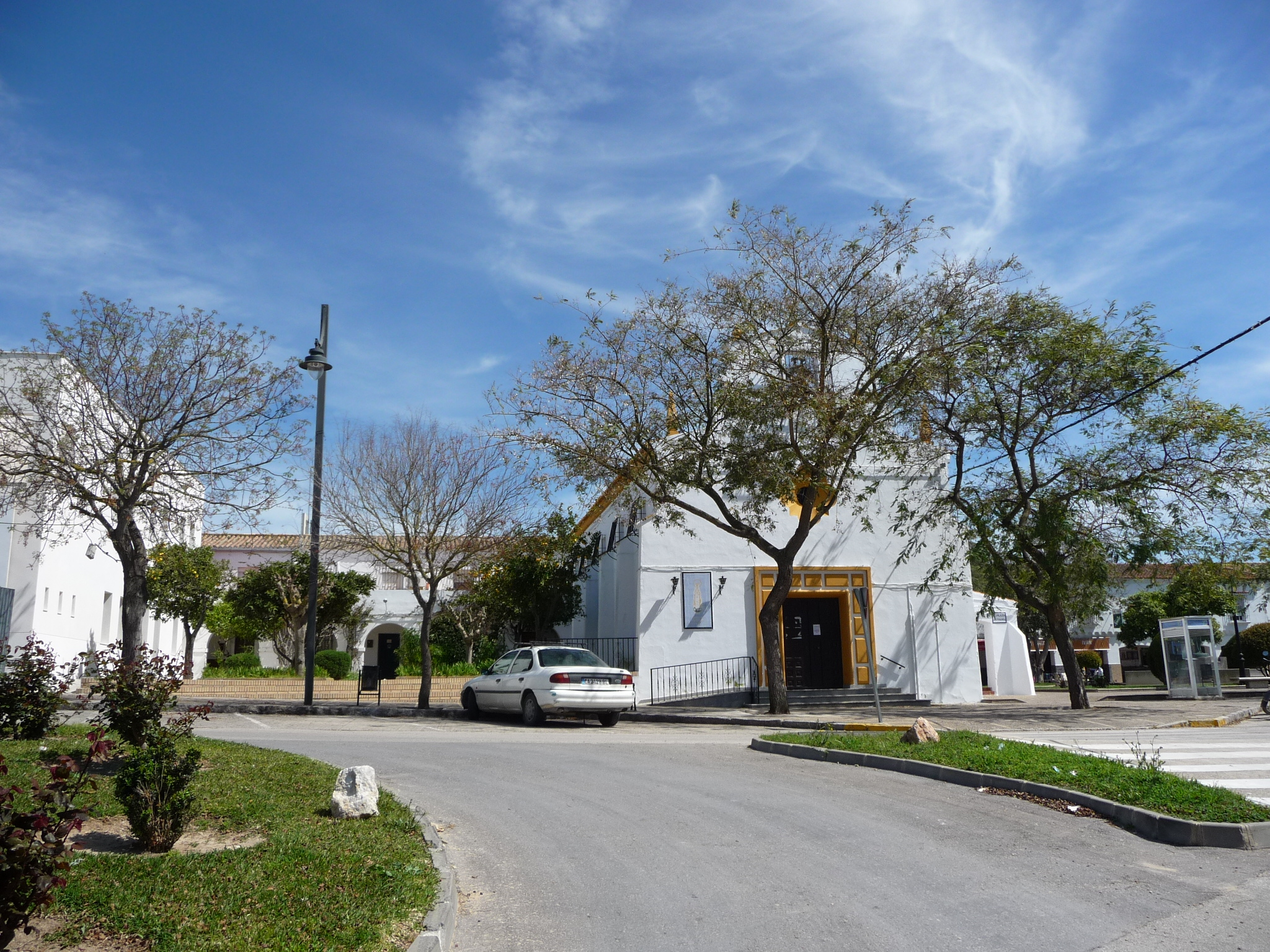
Parroquia

En 1934 durante la Segunda República Española se fundó el núcleo urbano como consecuencia de la expropiación de la finca "El Torno" y de cuyo nombre proviene el de la pedanía, siendo el primer poblado de "nueva colonización" en España.
En 1957 fue designada EATIM.

## Fiestas
Es famosa su fiesta a la  Virgen de Fátima, que se celebra el último domingo de mayo.  Durante 60 años esta fue celebrada junto con la vecina pedanía de San Isidro del Guadalete, pero desde 2013 cada pedanía tiene su propia romería.
Puedes ver videos de su romería en Facebook y YouTube [Reina de los Torneros]. 
También es muy conocida su fiesta para celebrar el Día de Andalucía, que se celebra cada año el 28 de febrero, donde acuden visitantes de todos lados. Ya que podrás degustar sardinas, patatas aliñadas, paella y un sinfín de platos a precios populares, hay animaciones tanto para pequeños como para mayores.

## Turismo
El turismo esta escasamente desarrollado en la zona, por lo que en 2017 el Ayuntamiento de Jerez aprobó un plan para dinamizarlo.

## Infraestructuras
Cuenta, entre otras, con campo de fútbol de césped artificial, centro cultural, biblioteca y piscina.

## Hijos predilectos
- Eladio Gil Zambrana, escultor[7]

## Evolución demográfica
El siguiente cuadro representa la evolución demográfica de la pedanía
| Año 2020       |
| -------------- |
| Población 1233 |

## Hermanamiento
- Capdepera.[9]